# Каррьер, Эжен
Эжен Каррьер (фр. Eugène Carrière; 17 января 1849, Гурне — 27 марта 1906, Париж) — французский художник-постимпрессионист, живописец, рисовальщик, акварелист и литограф, один из родоначальников символизма в изобразительном искусстве начала XX века, художник-педагог.

## Биография
Эжен Анатоль Каррьер родился в Гурне-сюр-Марн (регион Иль-де-Франс) в семье Леона Камиля Жозефа Каррьера, директора страхового общества, и Элизабет Ветцель; у супругов был ещё один сын Эрнест (1857—1908), который стал художником-керамистом.
Эжен Каррьер учился живописи у А. Кабанеля, модного салонно-академического художника, в Школе изящных искусств в Париже. В 1876 году был соискателем Римской премии, занял первое место за эскиз, но в конечном итоге проиграл. В том же году впервые показал свои работы в Парижском салоне.
В 1871 году, благодаря поездке в Дрезден, открыл для себя искусство Рембрандта. В 1877 году художник женился на Софи Демуко (имел семеро детей), затем уехал в Лондон, где на него неизгладимое впечатление произвела живопись оригинального художника УильямаТёрнера, чьё влияние ощутимо в туманном колорите некоторых произведений Каррьера. Вернувшись в Париж, в 1879 году выставил в салоне картину «Материнство» — к этой теме он не раз будет возвращаться.
Каррьер был тесно связан с писателями, чьи портреты он писал, такими как Поль Верлен, Стефан Малларме, Альфонс Доде, Анатоль Франс, братья Гонкур, и Анри Рошфор. Он имел социалистические убеждения и присоединился к движению Дрейфуса.
В 1890 году вместе с Пюви де Шаванном Каррьер стал основателем Национального общества изящных искусств, где регулярно показывал свои произведения. Постоянный посетитель «вторников» Стефана Малларме, Каррьер примкнул к движению символистов, утверждая, что «зрение подчинено духу». Он написал портрет Поля Гогена, а тот в свою очередь создал портрет Каррьера.
В 1889 году Эжен Каррьер был удостоен звания кавалера ордена Почётного легиона, а в 1908 году произведён в офицеры Почётного легиона.

## Семья
Эжен Каррьер был братом Эрнеста Каррьера (1857—1908), художника-керамиста, сотрудника мастерской Теодора Дека в Париже. Эрнест Карpьер возглавлял мастерские росписи фарфора Севрской фарфоровой мануфактуры. В 1883 году женился на Алисе Бурон (модель картины Эжена Каррьера «Туалет», хранящейся в Нантском музее искусств), от которой у него был сын Камиль Каррьер, хирург.
У Эжена Каррьера и его жены Софи было пятеро детей. Их старшая дочь Нелли Каррьер (1886—1971) стала скульптором. С её вторым мужем, политиком Жаком-Луи Дюменилем (1882—1956), у неё родилась Жанни Дюмениль (1926—2000), которая впоследствии стала художницей.
Третий ребенок Эжена и Софи, Жан-Рене Каррьер (1888—1982), стал живописцем и скульптором.
Летом семья Каррер регулярно останавливалась в доме Раймона Бонёра (1861—1939), композитора из Маньи-ле-Амо, который был племянником художницы Розы Бонёр (1822—1899).

## Творчество
Эжен Каррьер получал официальные заказы на картины, украсившие парижскую ратушу и Сорбонну, а также заказы на алтарные образы. Его проект триптиха «Христос на Кресте» остался в эскизе Sylvie Le Gratiet, " De l'Éveil aux Âges de la Vie. Conception et réception des décors d’Eugène Carrière ", in l’Atelier, bulletin no 8 de l’Association Le Temps d’Albert Besnard (ISSN 19562462). Но главным образом он писал портреты и наполненные чувством картины бытового жанра, особенно удачно передавая тему материнства.
Наибольшее влияние на его оригинальный стиль и живописную манеру оказал английский живописец УильямТёрнер. Из старых мастеров он больее других любил «мага светотени» Рембрандта, а также Веласкеса и малых голландцев. «Каррьер относительно быстро изобрёл собственную живописную манеру на основе почти монохромной светотени — отказавшись от контурной линии, он „лепил“ форму как туманное видение, из дымки размытых мазков и растушёвки кистью».
Художник сократил свою палитру до нескольких серовато-охристых тонов. На портретах Карьера лица как бы выступают из тумана — художник избегает чётких контуров, резких теней, объём передан лишь градацией серебристых тонов. Камерные семейные сцены Каррьера утопают в полумраке, они растворены в смутной лёгкой дымке, придающей изображению эфемерность, почти ирреальность, — это объясняется и тем, что зрение художника, не улавливая всех подробностей предметного мира, позволяет лишь охватить картину в целом. Так, одна из наиболее известных его картин «Поцелуй матери» выдержана в монохромной гамме с доминированием коричневатых и тускло-серых тонов, благодаря чему изображённые художником персонажи, словно воспоминания, выплывают из полумрака. Озаряющий лица мягкий цвет размывает очертания фигур и погружает зрителя в их душевное состояние. Сам художник утверждал, вероятно, в полемическом задоре, что неясность его живописи происходит «от недостатка зрения и что он будто бы совсем не различает цветов».
Часто моделями для картин Каррьер избирал жену и детей, отчего в его произведениях ощущается особая нежность. По словам одного из его биографов, Шарля Мориса, Поль Гоген сказал о нём: «Прекрасные цвета, сами того не подозревая, существуют и их можно угадать за завесой, которую скромность натянула на его произведения. Его маленькие девочки, зачатые любовью, вызывают нежность».
Недоброжелатели видели в его работах форму устаревшего и повторяющегося сентиментализма.
Художник утверждал, что «природа едина» и её формы «отливаются по роковой закономерности. Сотрудничество земли, которая отливает их, вызывает представление о транспозиции природного искусства. Глина, упрощая формы, преувеличивает их, как бы предвосхищая человеческое творчество, которое открывает общие законы гармоничного сотрудничества с универсумом». Глубокое ощущение артистической продуктивности природы приводит Каррьера к поиску естественных оснований формообразования. Поскольку природа едина и лишь разветвляется на разные потоки должны существовать единые способы формовки тел: «В природе формы родственны друг другу, принадлежат к одному семейству, выражают одну и ту же идею, которая постепенно утверждается и уточняется».
Художник рассказывал, как однажды он любовался из окна поезда пробегающим пейзажем с волнистыми линиями пологих холмов у горизонта, и обернувшись увидел перед собой женское лицо, в чертах которого повторялся тот же рисунок. «Я почувствовал, как расширилось моё понимание мира. Теперь уже в нём не было ничего инородного» . Так бодлеровская идея «соответствий», усвоенная литературным символизмом, нашла своё выражение в живописи.
Чтобы создать художественный образ, ему надо было знать свою модель в совершенстве, проникнуться её внутренним миром, слиться с ней. «Я вижу других людей в себе и нахожу себя в них; то, что волнует, маня, дорого и им», — сказал он однажды. «Сила чувства делает его равным самым великим поэтам» — сказал об Эжене Каррьере художник и критик Морис Дени.
Жан Долан в критическом обзоре 1885 года усматривал в его искусстве «реальность волшебного сна».
Владимир Маяковский в стихотворении «Театры» посвятил следующие строчки своеобразной манере Каррьера:

Автомобиль подкрасил губы
у блеклой женщины Карьера,
а с прилетавших рвали шубы
два огневые фокстерьера.

Каррьер также занимался литографией и сценографией. В 1898 году создал фрески для Сорбонны и парижской ратуши. Каррьер был другом Огюста Родена и Антуана Бурделя. Его творчество оказало влияние на Анри Матисса и Пабло Пикассо. Наиболее известным учеником Каррьера был И. Сулоага.
Представительное собрание картин художника находится в парижском музее Орсэ и страсбургском Музее изящных искусств. В России картины Эжена Каррьера имеются в Эрмитаже в Санкт-Петербурге, ГМИИ имени А. С. Пушкина в Москве и в Нижегородском художественном музее (картины происходят из собраний И. С. Остроухова, М. А. Морозова, С. И. Щукина).

## Галерея

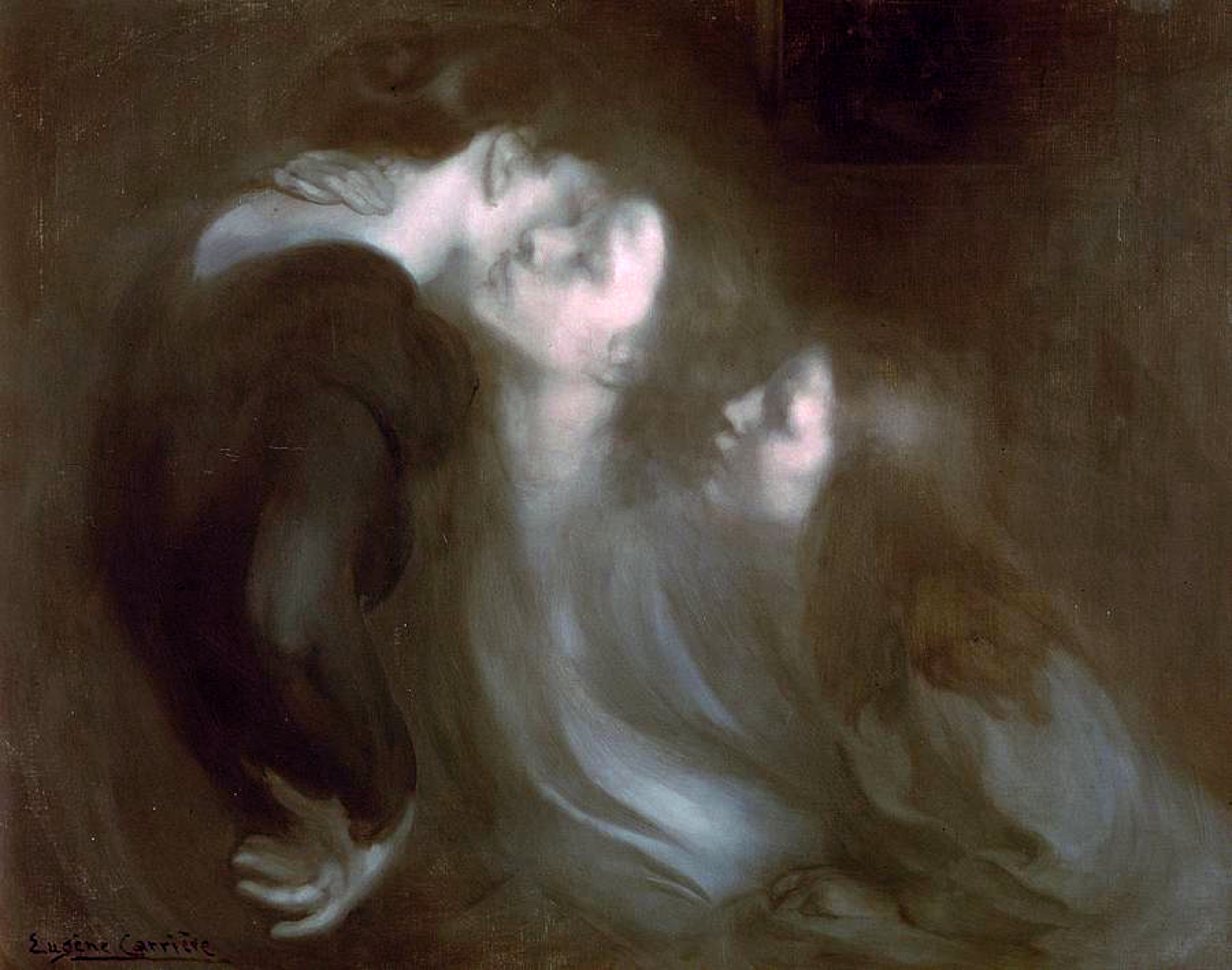
Пробуждение. Поцелуй матери. 1899. Холст, масло. Музей изобразительных искусств им. А. С. Пушкина, Москва
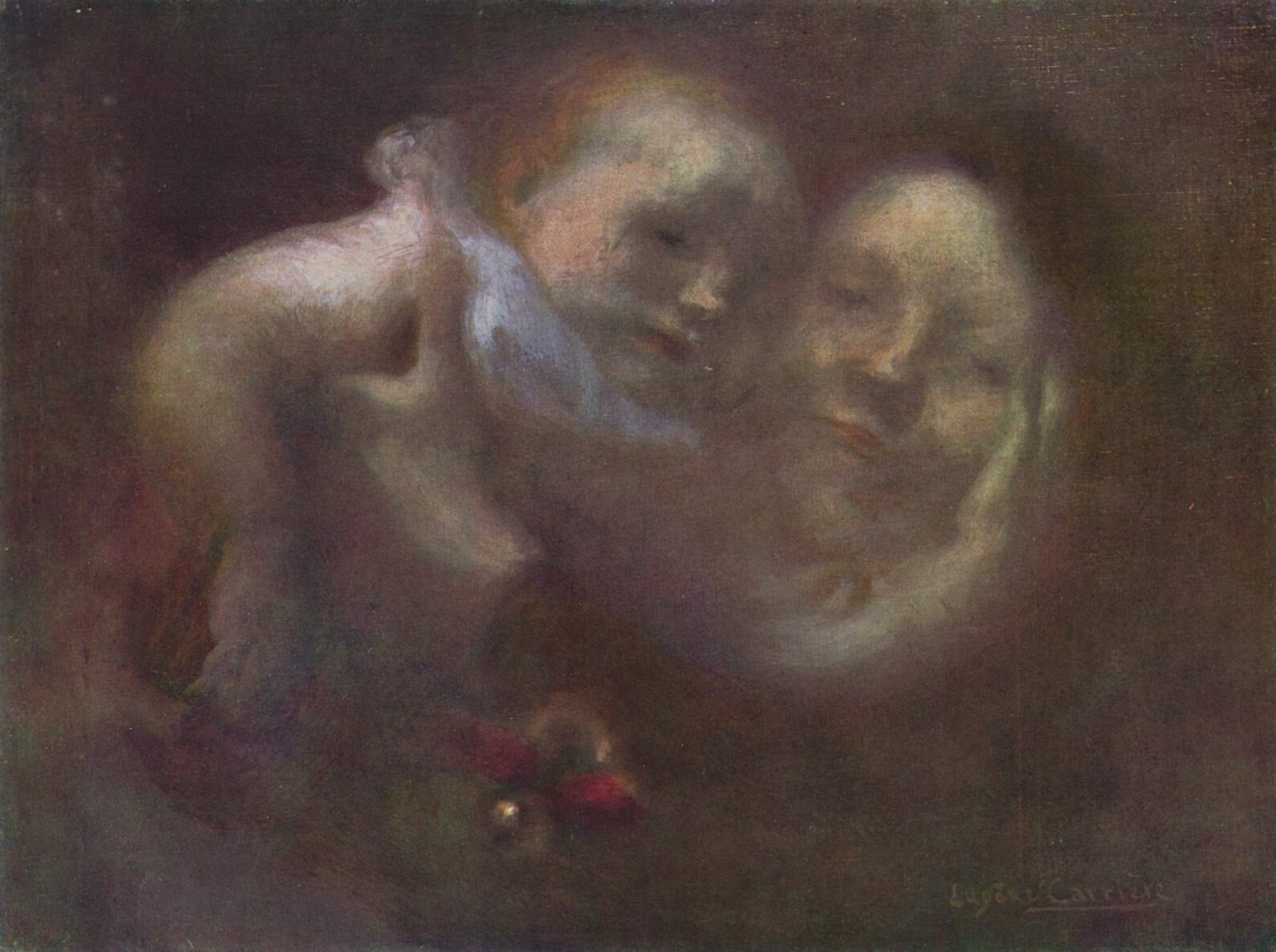
Материнство. Ок. 1890. Холст, масло. Венгерская национальная галерея, Будапешт
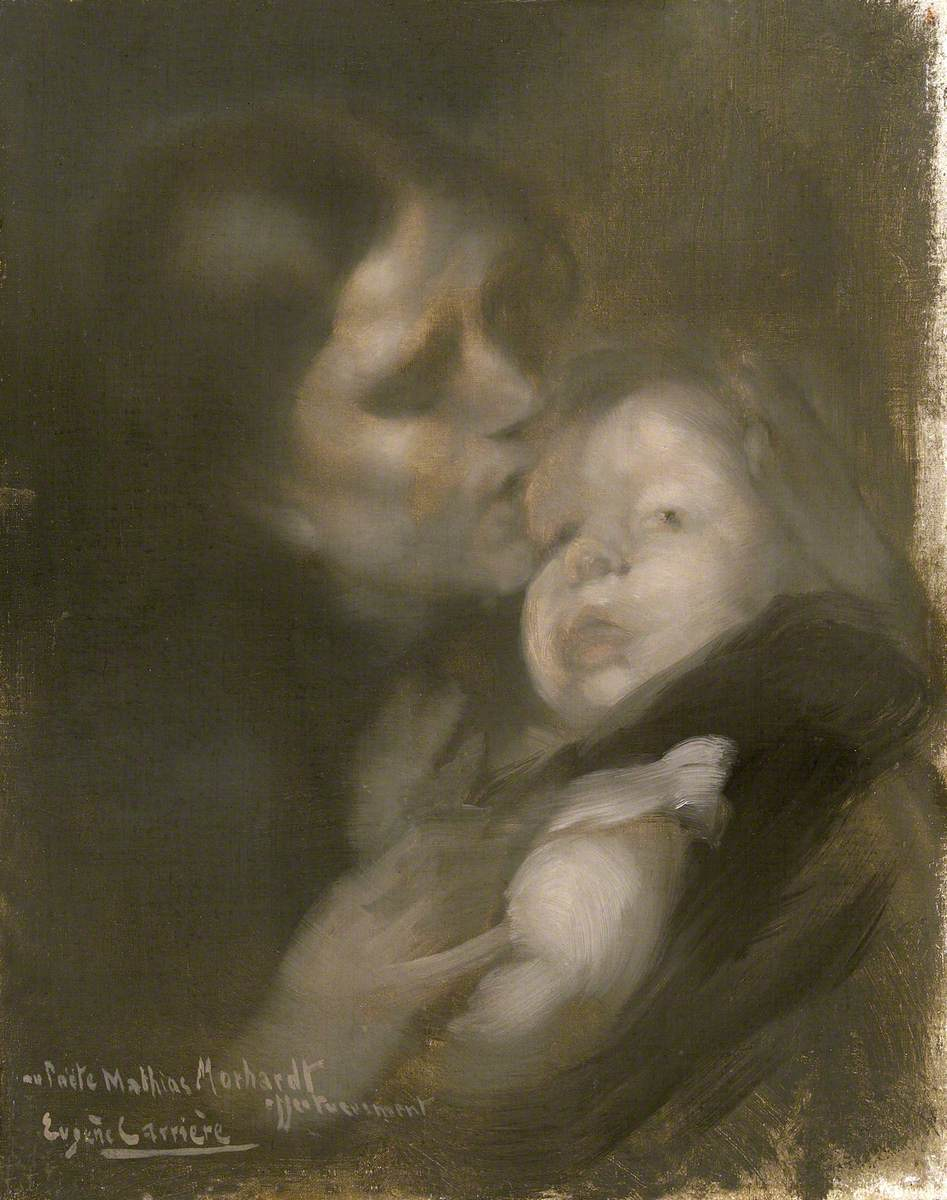
Мать и дитя. Ок. 1890. Холст, масло. Национальный музей Уэльса, Великобритания
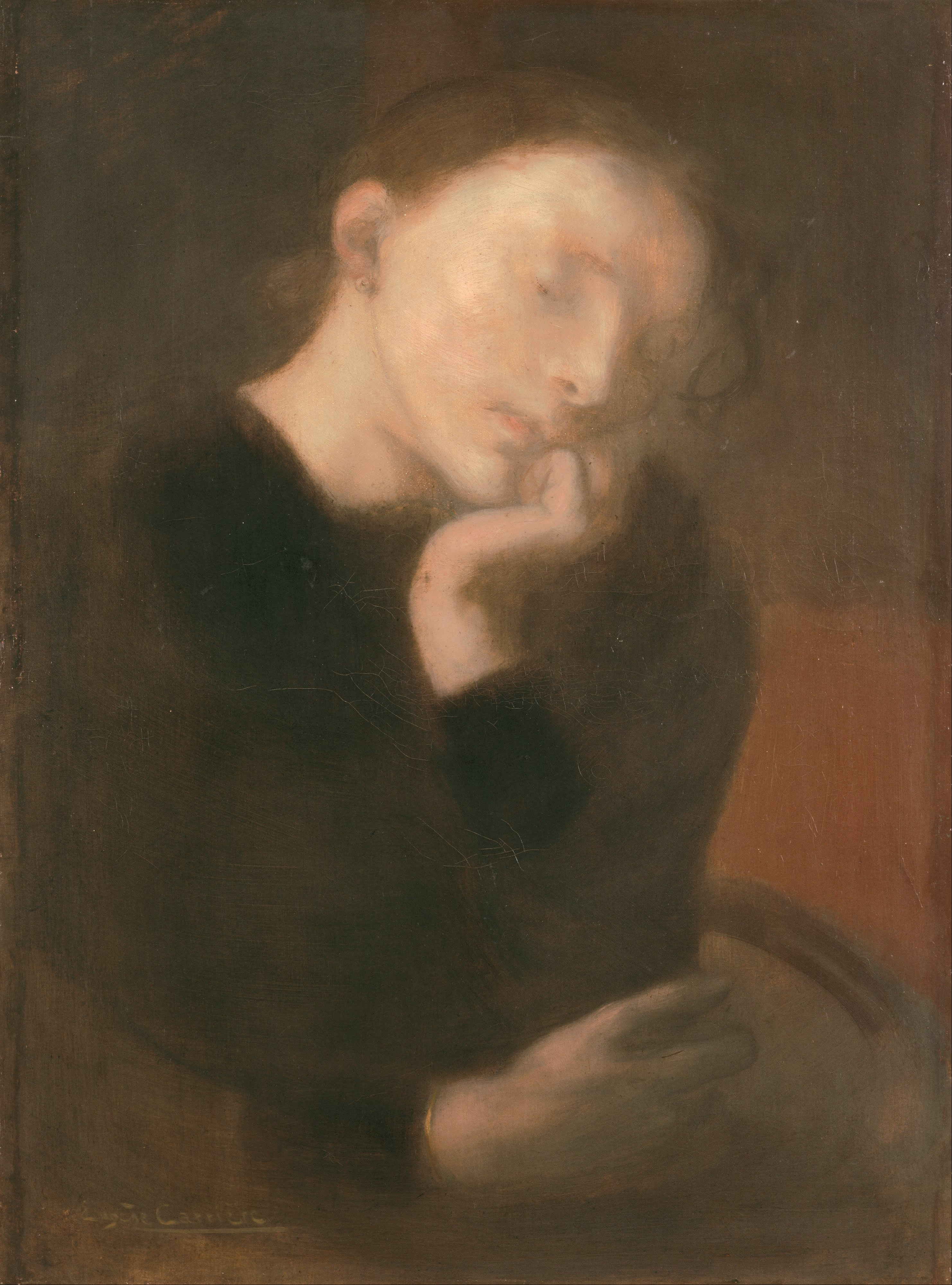
Размышление. Между 1890 и 1893. Холст, масло. Музей искусств Охара, Курасики, Япония
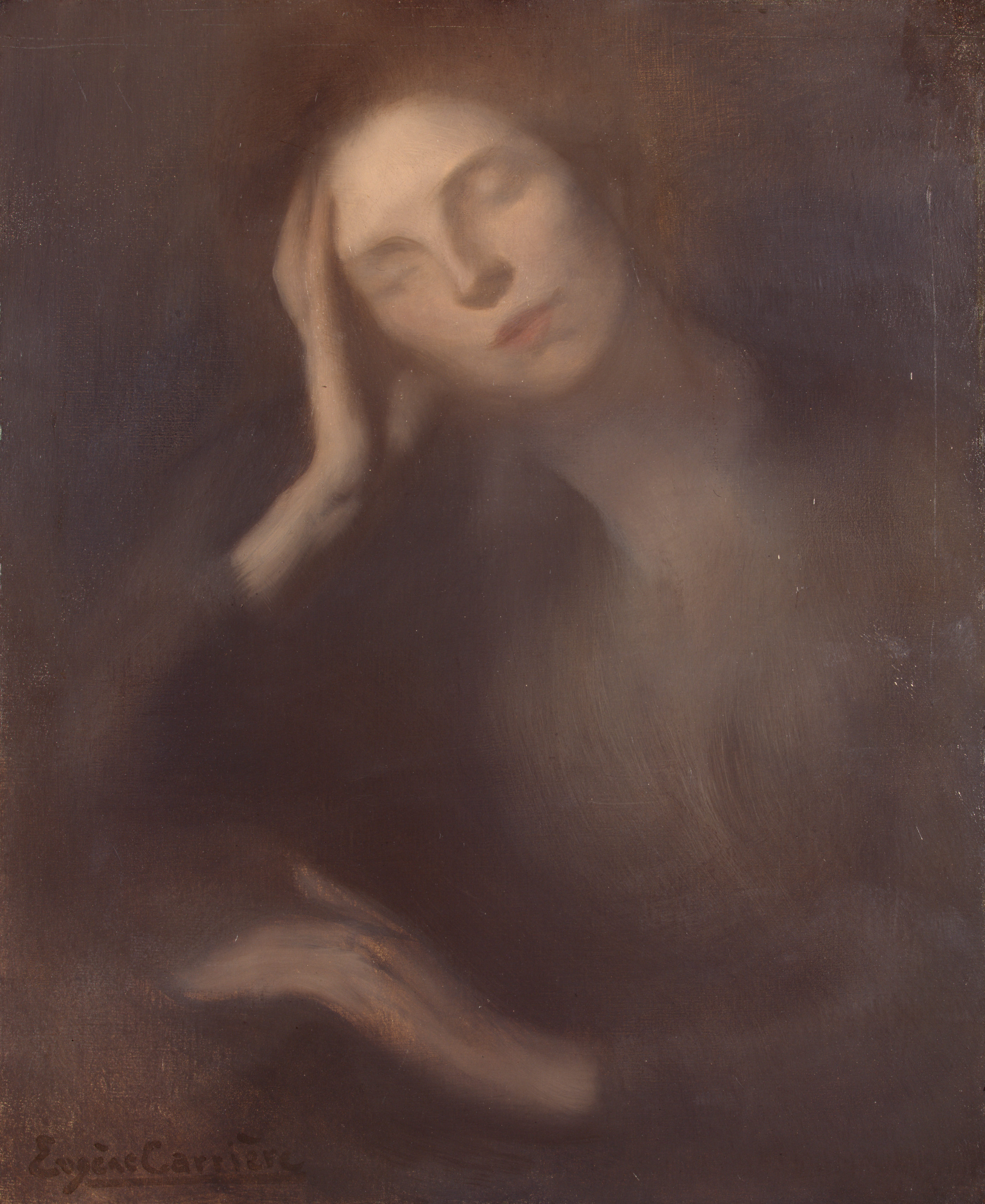
Женщина, облокотившаяся на стол. Ок. 1893. Холст, масло. Государственный Эрмитаж, Санкт-Петербург
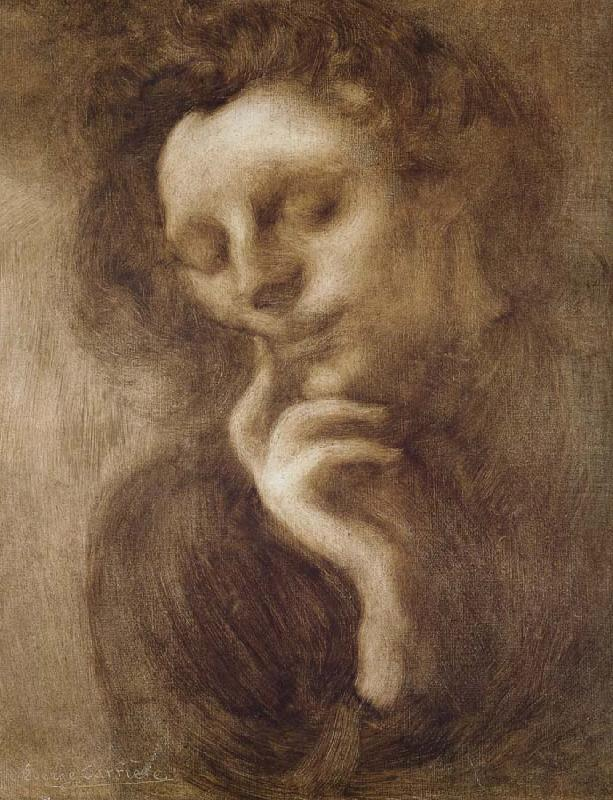
Нежность. Ок. 1900. Холст, масло. Городской музей, Камбре
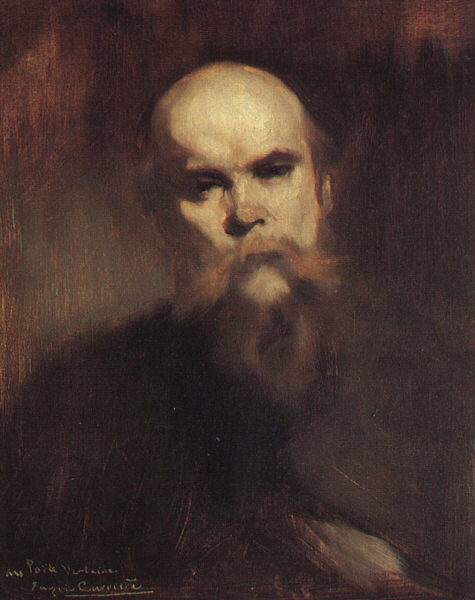
Портрет Поля Верлена. 1890. Холст, масло. Лувр, Париж
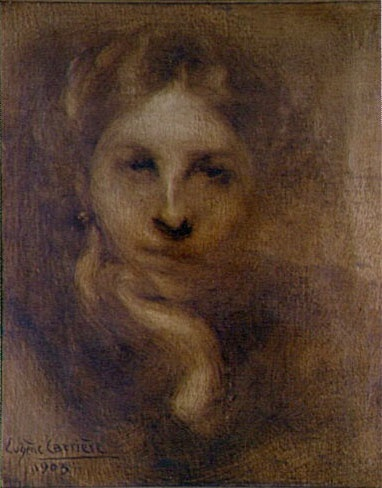
Портрет Эльзы Кеберле. 1903. Холст, масло. Музей современного искусства, Страсбург

## Академия Каррьера
C конца 1880-х годов из-за продолжительной болезни Эжен Каррьер вынужден был на время оставить живопись, но начал заниматься преподаванием. В частной Академии Палет на бульваре Клиши, 104, с 1898 по 1902 год он руководил творческой мастерской, совмещая эту деятельность с преподаванием в Академии Камилло на улице Вье Коломбье, где взял на себя класс умершего Гюстава Моро. Эти две студии со временем стали называть «Академией Каррьера» (Acadèmie Carrière), хотя юридически организации с таким названием никогда не существовало. В то время многие свободные мастерские Парижа, где за небольшую плату можно было рисовать и писать с обнажённой натуры, именовали «академиями». Художники, которым отказали в других студиях и которые мечтали только о том, чтобы иметь возможность работать и выставлять свои произведения, приходили в «Академию Каррьера». Среди них были начинающие живописцы из Англии, Германии, Австрии, Швейцарии, Италии, Финляндии, Норвегии, России, Америки, Бразилии, Мексики и других стран (среди прочих, некоторое время учились Анри Матисс, Андре Дерен, Жан Пюи, Эстер Хелениус).